# 陈宇 (泸州)
陈宇，中华人民共和国政治人物、全国脱贫攻坚先进个人。

## 生平
陈宇任泸州市扶贫移民服务中心工作人员。因在脱贫攻坚战中作出突出贡献，2021年2月25日全国脱贫攻坚总结表彰大会上，陈宇被授予“全国脱贫攻坚先进个人”。